# Stenoria antoinei
Stenoria antoinei is een keversoort uit de familie van oliekevers (Meloidae). De wetenschappelijke naam van de soort is voor het eerst geldig gepubliceerd in 1953 door Pardo Alcaide.